# CiviCRM
CiviCRM ist eine in mehreren Sprachen verfügbare Freie Software für Non-Profit-Organisationen, Verbände, Stiftungen etc. CRM steht dabei wahlweise für das aus der gewinnorientierten Wirtschaft stammende Customer-Relationship-Management oder für Constituent Relationship Management, wobei mit constituent die für Non-Profit-Organisationen typischen Kontaktgruppen wie Spender, Freiwillige, Newsletterabonnenten usw. gemeint sind.

## Geschichte
Die Entwicklung von CiviCRM wurde im Herbst 2004 begonnen, im März 2005 erfolgte die erste Veröffentlichung als Version 1.0. Die Software wird von einer internationalen Community getragen, wobei ein Kernentwickler-Team von derzeit sechs Personen den Entwicklungsprozess zentral verantwortet.
Am 14. April 2010 empfahl die Free Software Foundation CiviCRM offiziell als Kontaktverwaltungssystem für Non-Profit-Organisationen und gab zugleich bekannt, die Software zukünftig selbst einzusetzen. Die Entwicklung eines solchen Systems hatte die Organisation zuvor als ein High Priority Project eingestuft, eines der Projekte und Vorhaben im Bereich Freie Software, deren Weiterentwicklung die Free Software Foundation besonders unterstützt. In ihrem Aufruf hatte sie – hauptsächlich für den eigenen Einsatz, aber auch angesichts eines Bedarfs bei anderen Non-Profit-Organisationen – nach einer freien Software zur Spendenverwaltung und zur Kommunikation mit Mitgliedern und Spendern gesucht.
Im Januar 2011 stellte die auf freie Software spezialisierte Internetplattform SourceForge CiviCRM als Projekt des Monats vor. CiviCRM erhielt den FSF Award 2020.

## Funktionen der Software
Das generelle Ziel von Constituent Relationship Management-Anwendungen in Nonprofit-Organisationen besteht darin, die Kommunikation mit den unterschiedlichen Kontaktgruppen zu verbessern und damit zugleich die materielle und nichtmaterielle Unterstützung der jeweiligen Organisation bzw. einzelner Kampagnen zu stärken. Zudem soll die Arbeit der (ehrenamtlichen) Mitarbeiter erleichtert werden. CiviCRM verfolgt diese Ziele, indem es um eine zentrale Datenbank für Kontaktdaten und Zusatzinformationen herum Funktionen anbietet, die spezifische Arbeitsbereiche von Nonprofit-Organisationen abbilden. Diese und andere Funktionen könnten auf einem Smartphone über CiviMobile verfügbar sein. Agiliway hat die 8 Version der Anwendung im Oktober 2024 veröffentlicht. Diese umfassen u. a.:
- Mitgliederverwaltung und Kontaktmanagement mit Möglichkeiten zur Erfassung von Informationen und Kommunikationsvorgängen sowie zur Segmentierung der Kontakte
- Kommunikationstools, darunter ein Mailingmodul und die Möglichkeit, Formulare u. ä. in Webseiten einzubinden oder Daten zu veröffentlichen
- Spendenverwaltung
- Eventmanagement
- Management von Serviceprozessen, die als Abfolge von kontaktbezogenen Aktivitäten individuell angepasst werden können
- Kampagnenmanagement
- Berichtswesen
- CiviAppointment Terminplanung und -verwaltung[8]
- Verzahnung mit Content-Management-Systemen, um erweiterte Funktionen für Besucher der jeweiligen Website einzubauen

## Verbreitung
CiviCRM ist in über 40 Sprachen vollständig oder teilweise umgesetzt. Im deutschsprachigen Raum wurde 2012 im Umfeld von Digitalcourage e.V. der Verein Software für Engagierte gegründet, der sich ausschließlich der Anpassung von CiviCRM für deutsche Anwender und dem Aufbau einer Community widmet. Die internationale CiviCRM-Community wird als sehr groß und aktiv beschrieben.
Im deutschsprachigen Bereich wird CiviCRM unter anderem von der Piratenpartei Deutschland eingesetzt. Zu den internationalen Anwendern gehören neben der Free Software Foundation auch die Wikimedia Foundation, Amnesty International und Creative Commons. CiviCRM ist auch ein Bestandteil der Drupal-Distribution CivicSpace, dem Nachfolger der 2003 und 2004 für Howard Deans Wahlkampf verwendeten Version.

## Technische Details
CiviCRM ist eine Webanwendung, die in der Regel auf einem LAMP-System, also einem Webserver mit den Komponenten Linux, Apache, MySQL und PHP installiert wird. Es kann dann – je nach Konfiguration des Servers – eingeschränkt oder vollständig über das Internet darauf zugegriffen werden. CiviCRM verwendet als technischen Unterbau ein Content-Management-System, innerhalb dessen es als Modul oder Erweiterung installiert wird. In der aktuellen Version werden Drupal, Joomla und WordPress unterstützt.

## Lizenz
CiviCRM ist Freie Software und unter der GNU AGPL 3 verfügbar.

## Auszeichnungen
- Free Software Award 2020[16]